# Cornelius Lutzenburg
Cornelius Lutzenburg (* 7. September 1864 in Essen; † nach 1923) war ein deutscher Politiker (SPD).

## Leben
Cornelius Lutzenburg war der Sohn eines Arbeiters. Nach dem Besuch der Volksschule arbeitete er als Bergmann. 1919 wurde er Schießmeister bei der Harpener Bergbau AG in Recklinghausen.
Lutzenburg trat in die SPD ein und war 1919 Kreiskassierer für die Organisation des Wahlkreises Recklinghausen-Borken. Von 1919 bis 1921 war er Mitglied der Verfassunggebenden Preußischen Landesversammlung. Im Februar 1921 wurde er als Abgeordneter in den Preußischen Landtag gewählt. Er wanderte vermutlich 1923 nach Amerika aus, woraufhin ihm der Landtag am 12. Mai 1924 das Mandat aberkannte.
Lutzenburg war verheiratet mit Maria, geb. Becker (* 7. April 1863).